# Victor Sébastopol

Victor Sébastopol est une série de Bande dessinée franco-belge humoristique créée en 1962 par Hubuc et Jacques Devos dans le no 1288 du Journal de Spirou.
- Auteur : Hubuc et Jacques Devos puis Jacques Devos seul à partir de 1964.

Titre de la série dans le Journal de Spirou.

Cette série est terminée.

## Synopsis
Il s'agit d'une bande dessinée sans phylactères : le texte se trouve au bas de chaque case, ce qui donne un air délicieusement désuet à cette œuvre. Dans chaque histoire complète, Victor Sébastopol, un espion boursoulavien du début du XXe siècle, raconte les glorieuses missions qu'il a accomplies pour son pays au cours de sa carrière, souvent grâce à de géniales inventions de son cru. Les dessins nous montrent tout autre chose pourtant : toujours de pitoyables échecs du naïf agent secret, récompensés en fin d'histoire par un savon de son supérieur, quand ce n'est pas une mise au cachot ou une condamnation aux travaux forcés. C'est dans cette contradiction formelle entre textes et dessins que réside tout l'humour de cette bande.

## Personnages
- Victor Sébastopol, héros de la série, persuadé d'avoir été un grand agent secret.
- Le colonel von Himmerschnaps, supérieur de Victor Sébastopol. Il montre sa joie d'une étrange façon : on a l'impression qu'il est furieux quand il félicite son agent.
- Fraulein Z, qui rend Victor Sébastopol tout bizarre quand elle apparaît.

## Albums
Éditions Michel Deligne :
- Les mémoires d'un agent secret (noir et blanc, 1977)

## Publication
La série a été publiée dans le journal de Spirou entre 1962 et 1988.